# Happy Valley (Chengdu)
Pour les articles homonymes, voir Happy Valley.
Happy Valley est un parc d'attractions situé à Chengdu en Chine.

## Histoire
Le propriétaire du parc, OCT, possède tous les parcs d'attractions Happy Valley ainsi que de nombreux centres de loisirs chinois. OCT est un conglomérat entre le privé et le public qui réalise de grands projets immobiliers dont la première étape est les Happy Valley. Leur concept est d'acheter de très grands terrains en périphérie des grandes mégapoles du pays, si possible bien desservis par les transports. Ils utilisent ensuite une parcelle du terrain pour y construire un parc d'attractions. Si celui-ci rencontre le succès, des chantiers de zones résidentielles sont alors entamés.
L'investissement pour construire le parc était de 100 millions de dollars.

## Le parc d'attractions

### Montagnes russes
| Nom                    | Type                                      | Constructeur | Année |
| ---------------------- | ----------------------------------------- | ------------ | ----- |
| Dragon in Clouds       | Montagnes russes inversées                | Vekoma       | 2009  |
| Dragon in Snowfield    | Montagnes russes assises Train de la mine | Vekoma       | 2009  |
| Fly Over Mediterranean | Montagnes russes assises                  | Intamin      | 2009  |
| Mad Rats               | Wild Mouse                                | Golden Horse | 2009  |

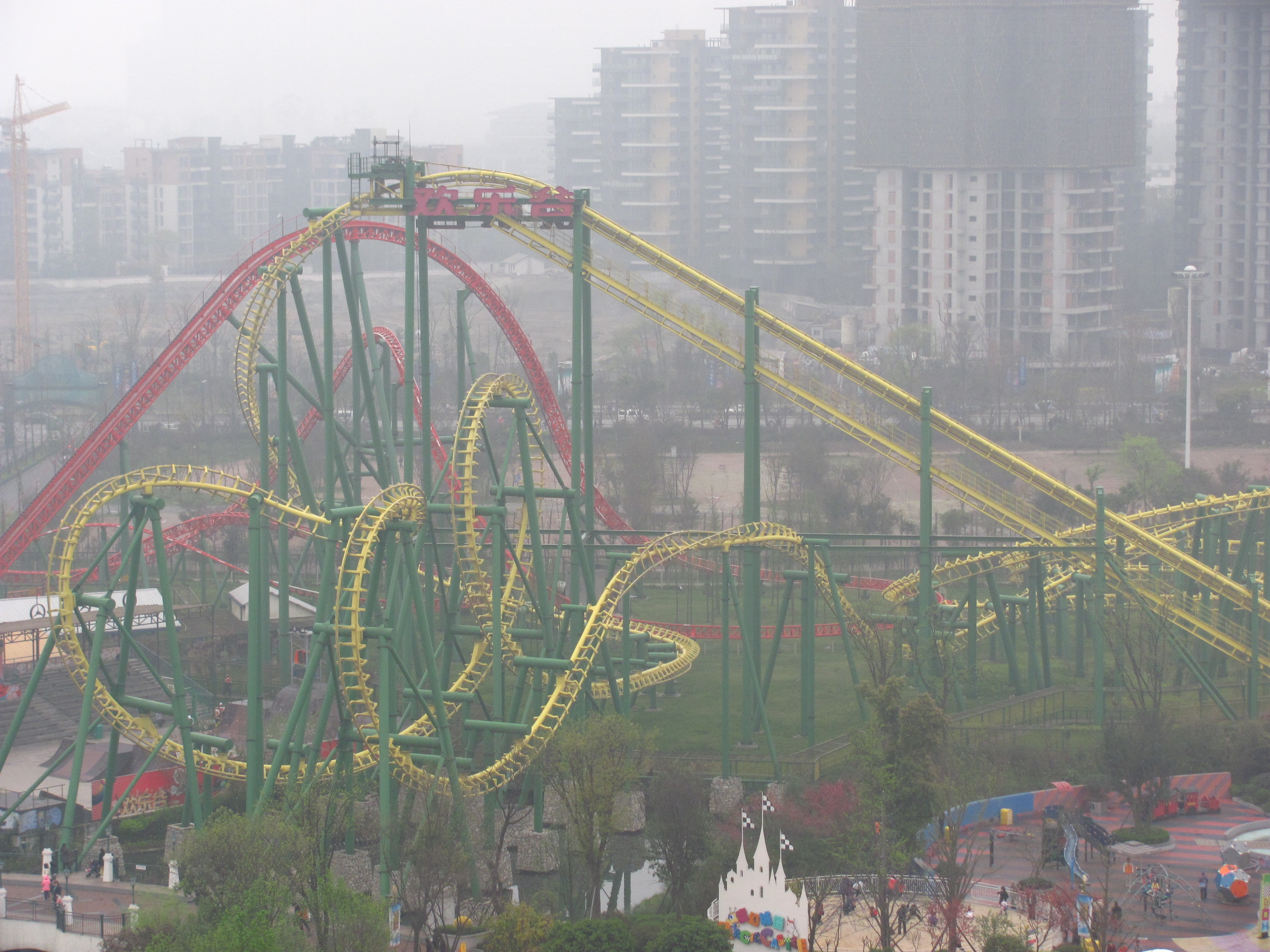
Dragon in Clouds
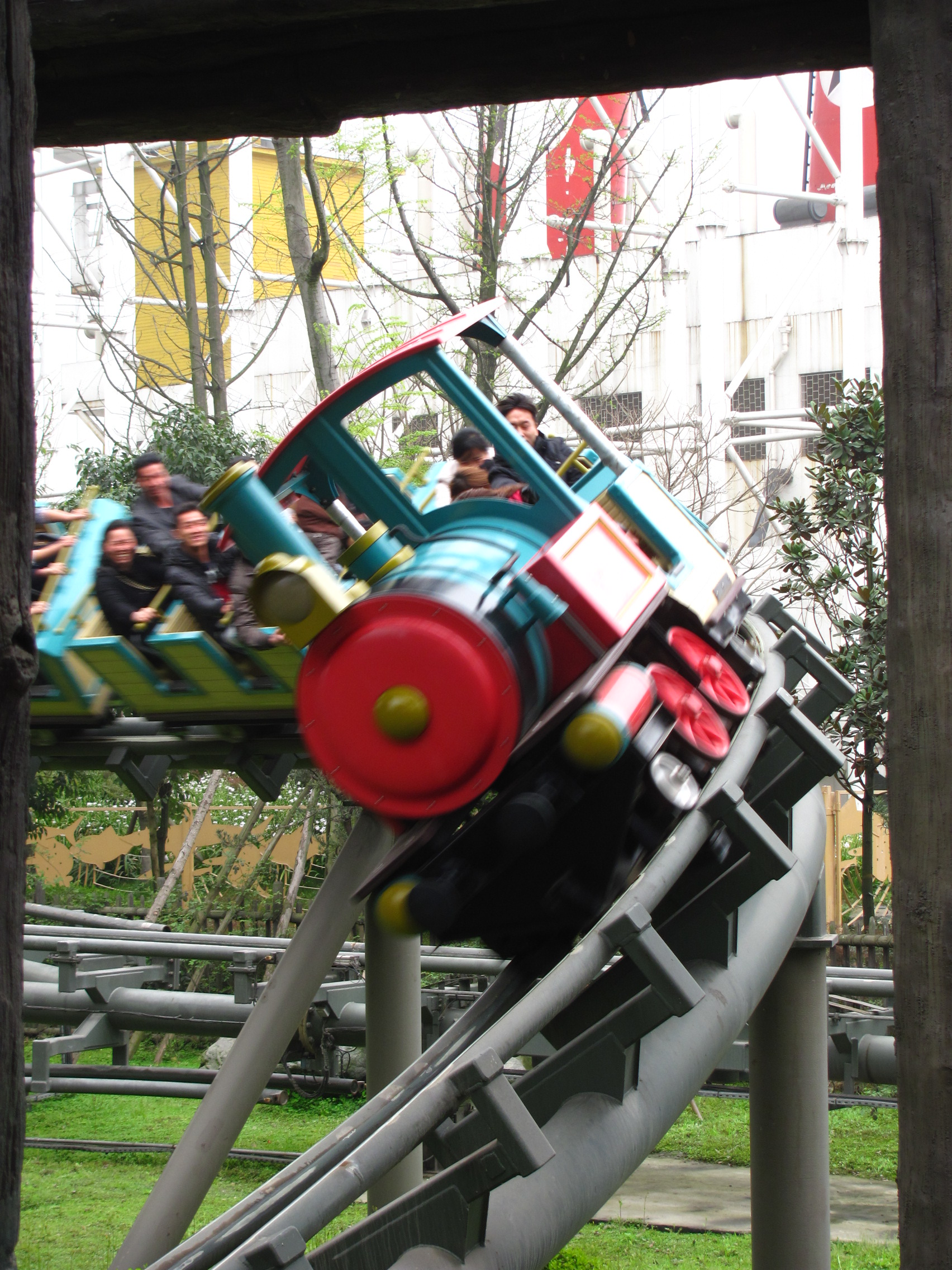
Dragon in Snowfield
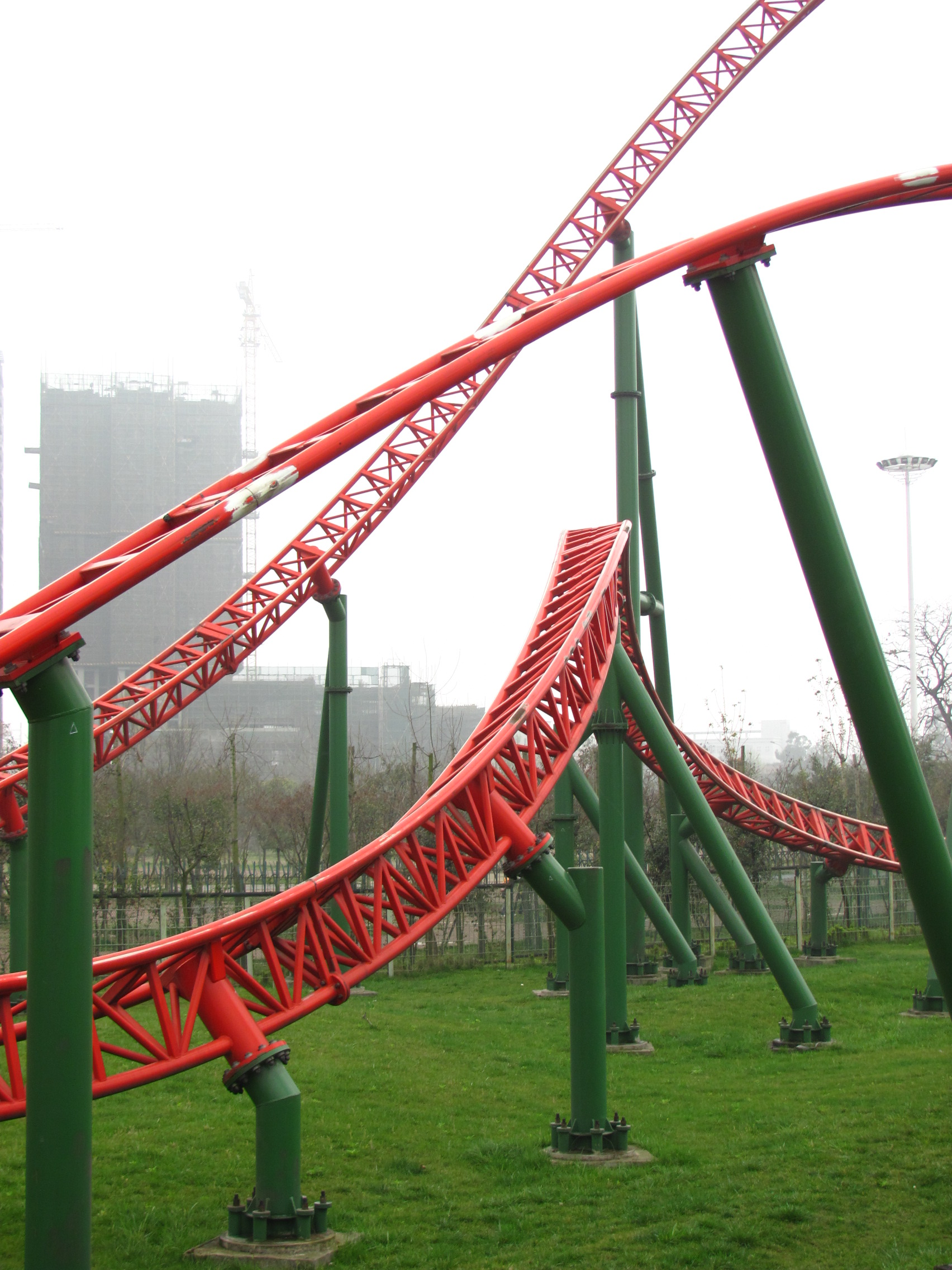
Fly Over Mediterranean
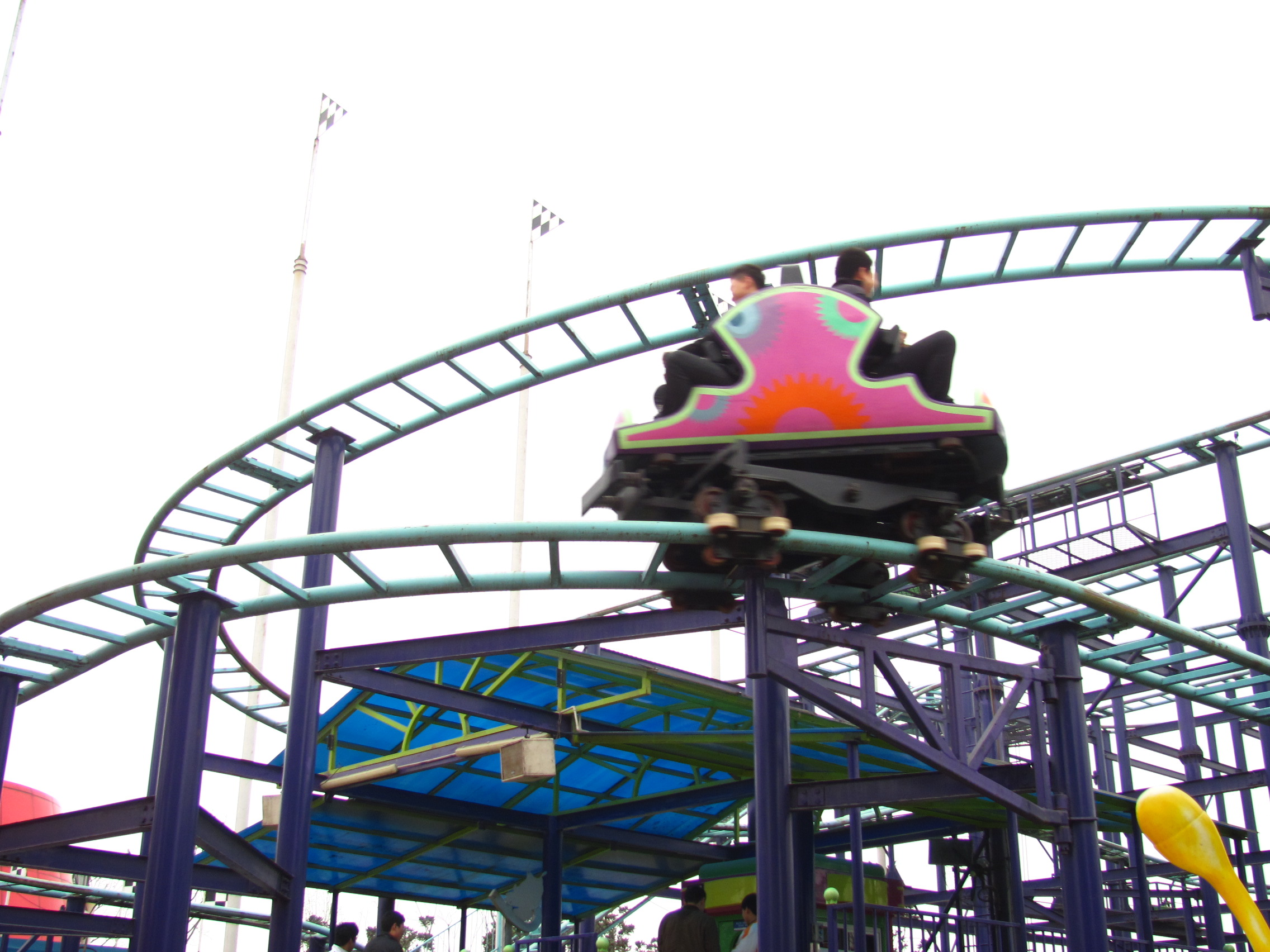
Mad Rats

### Attractions aquatiques
| Nom              | Type            | Constructeur | Année |
| ---------------- | --------------- | ------------ | ----- |
| Caribbean Storm  | Shoot the Chute | Golden Horse | 2009  |
| Drifting Piscary | Bouées          | Golden Horse | 2009  |

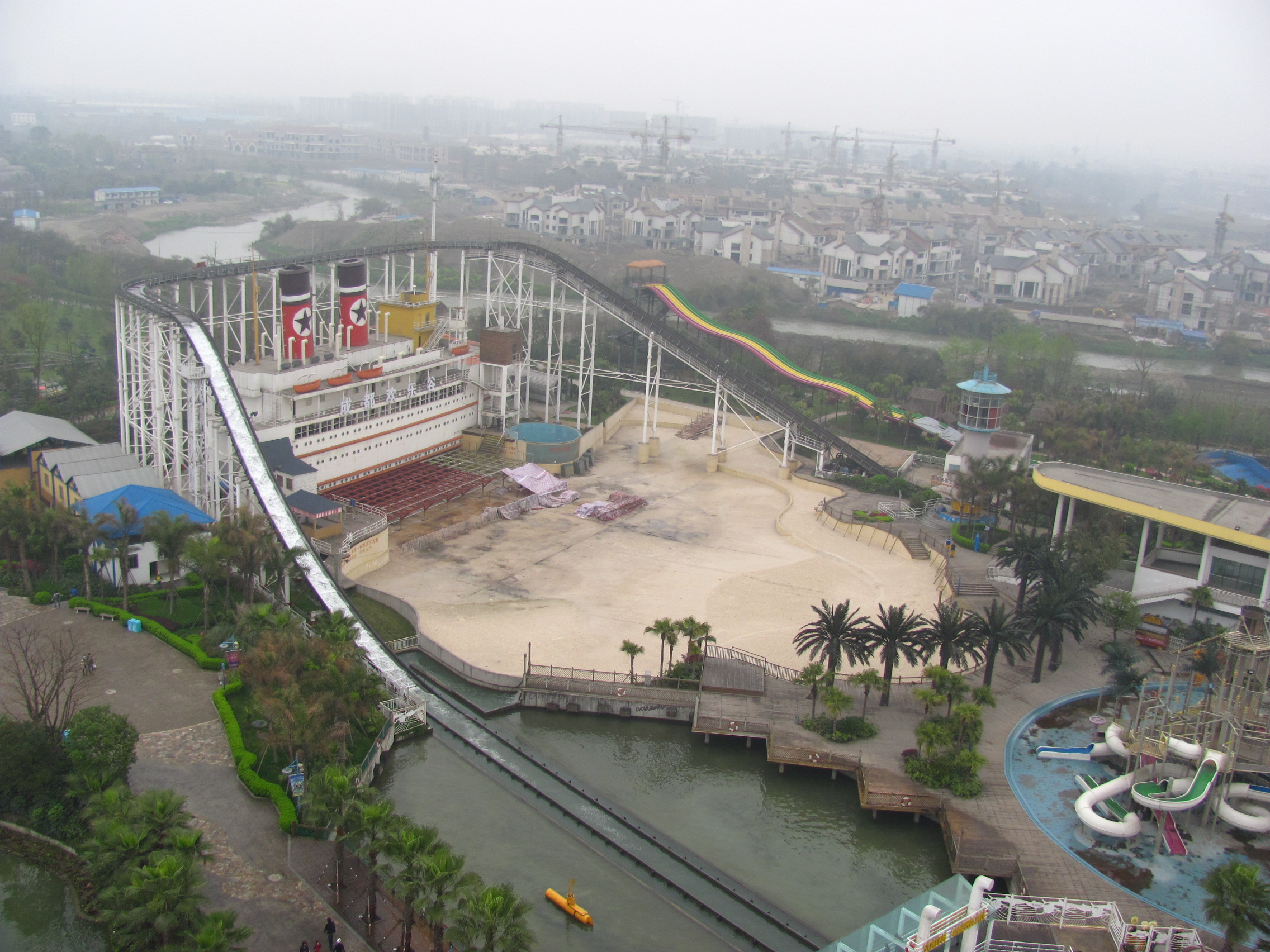
Caribbean Storm
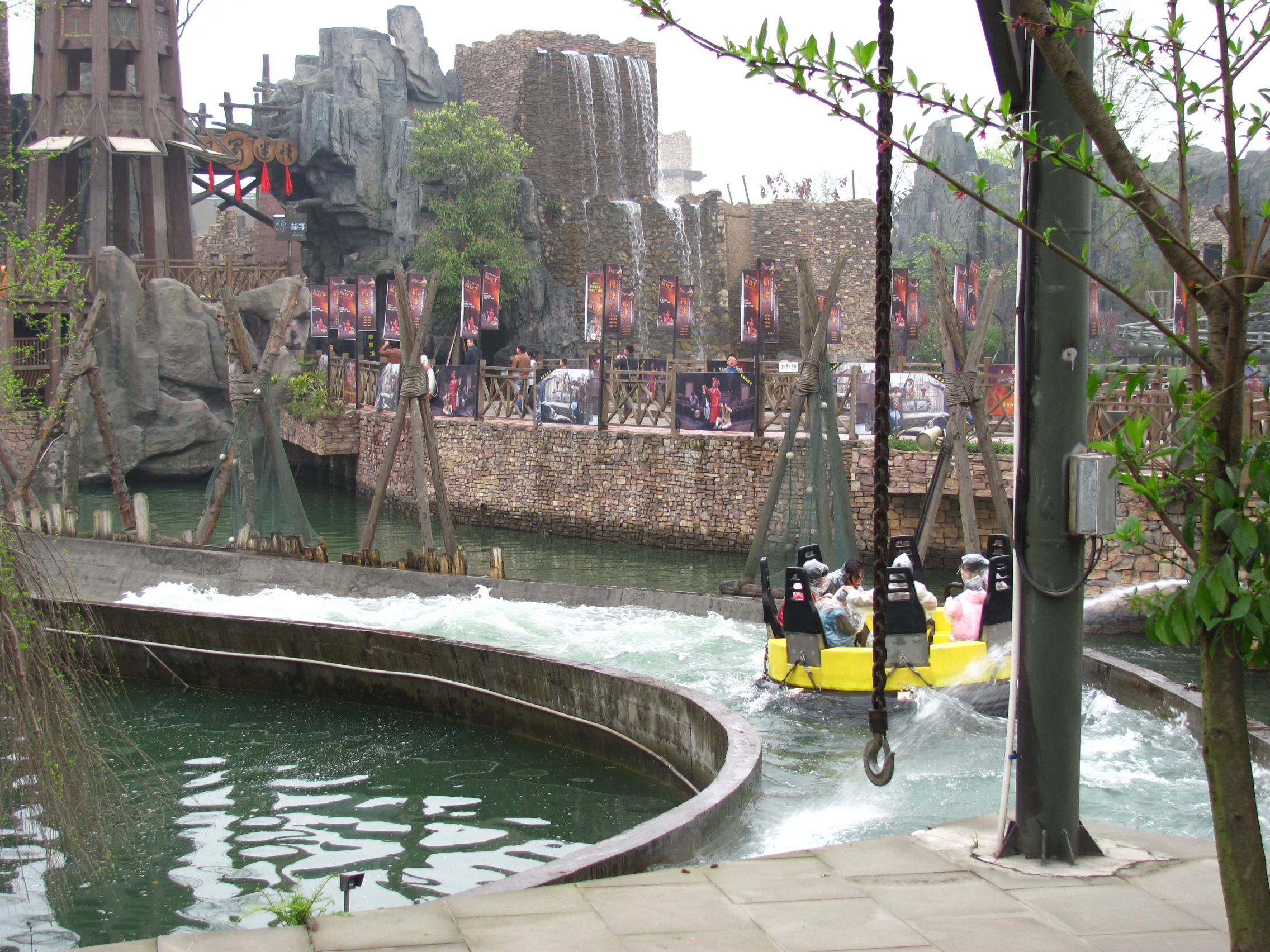
Drifting Piscary

### Parcours scéniques
| Nom                 | Type                         | Constructeur      | Année |
| ------------------- | ---------------------------- | ----------------- | ----- |
| Noth-Pole Adventure | Parcours scénique interactif | Sally Corporation | 2009  |

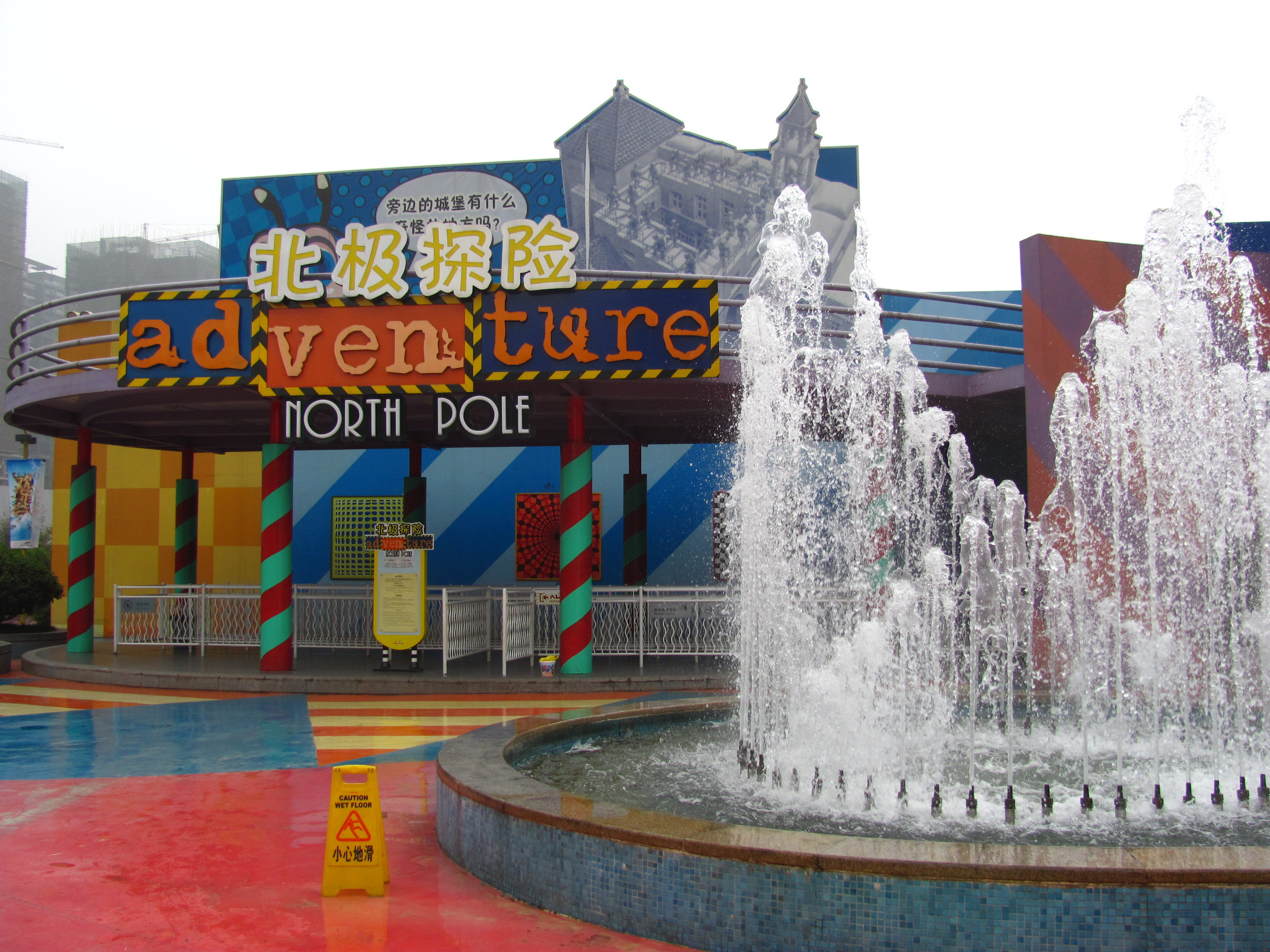
Noth-Pole Adventure.

### Autres attractions
| Nom                 | Type                    | Constructeur  | Année |
| ------------------- | ----------------------- | ------------- | ----- |
| Big Wheel           | Gyro Swing              | Intamin       | 2009  |
| Cowboy Adventure    | CinemAction             | Alterface     | 2009  |
| DiskO               | Disk'O                  | Zamperla      | 2009  |
| Energy Storm        | Manège Energy Storm     | Zamperla      | 2009  |
| Flying Chairs       | Chaises volantes        | Zamperla      | 2009  |
| Flying Island       | Flying Island           | Intamin       | 2009  |
| Sombrero            | Manège Sombrero         | Zamperla      | 2009  |
| Splash Over         | Splash Over             | Mondial Rides | 2009  |
| Twin Tower - Heroes | Space Shot & Turbo Drop | S&S Worldwide | 2009  |

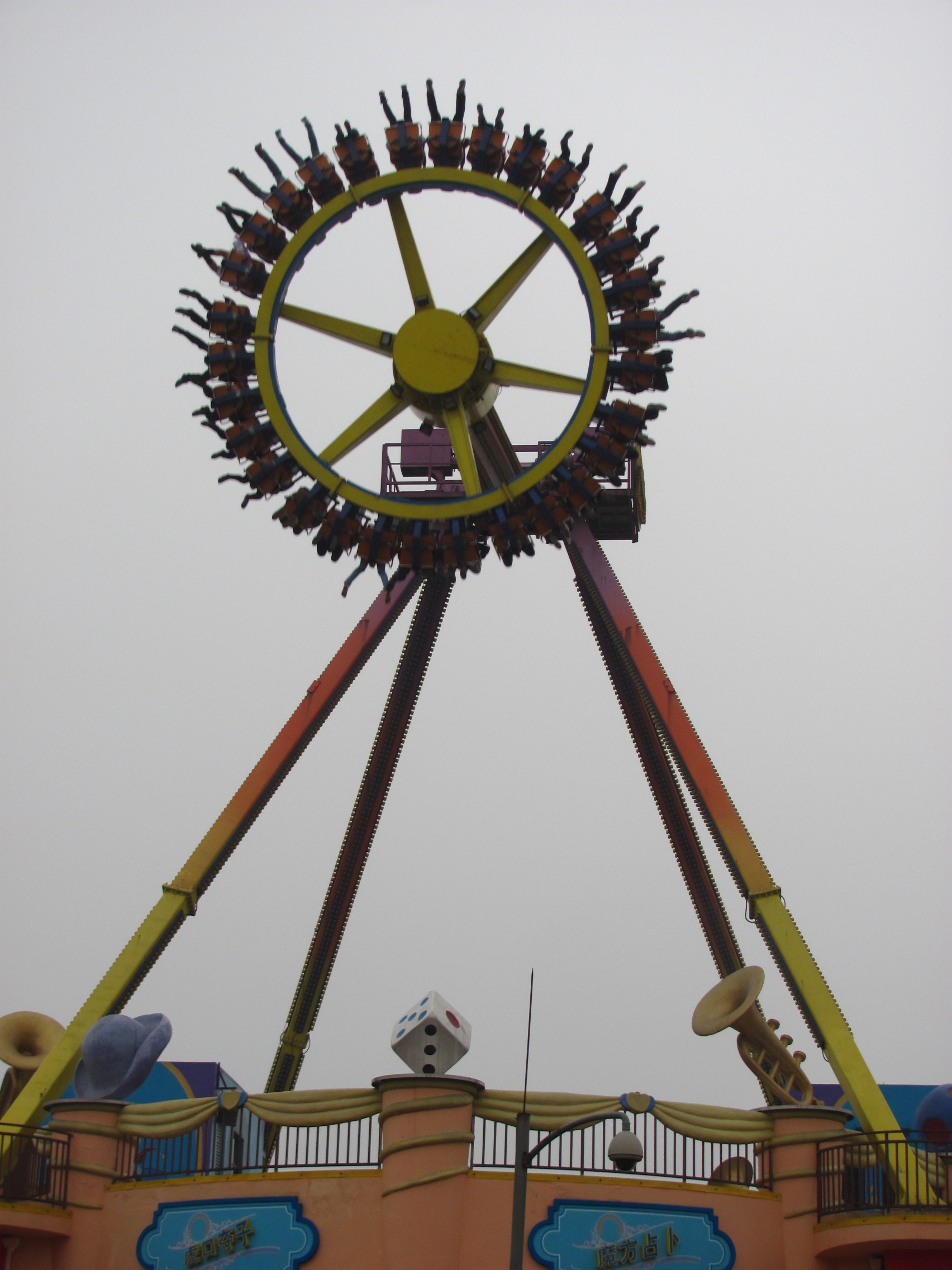
Big Wheel
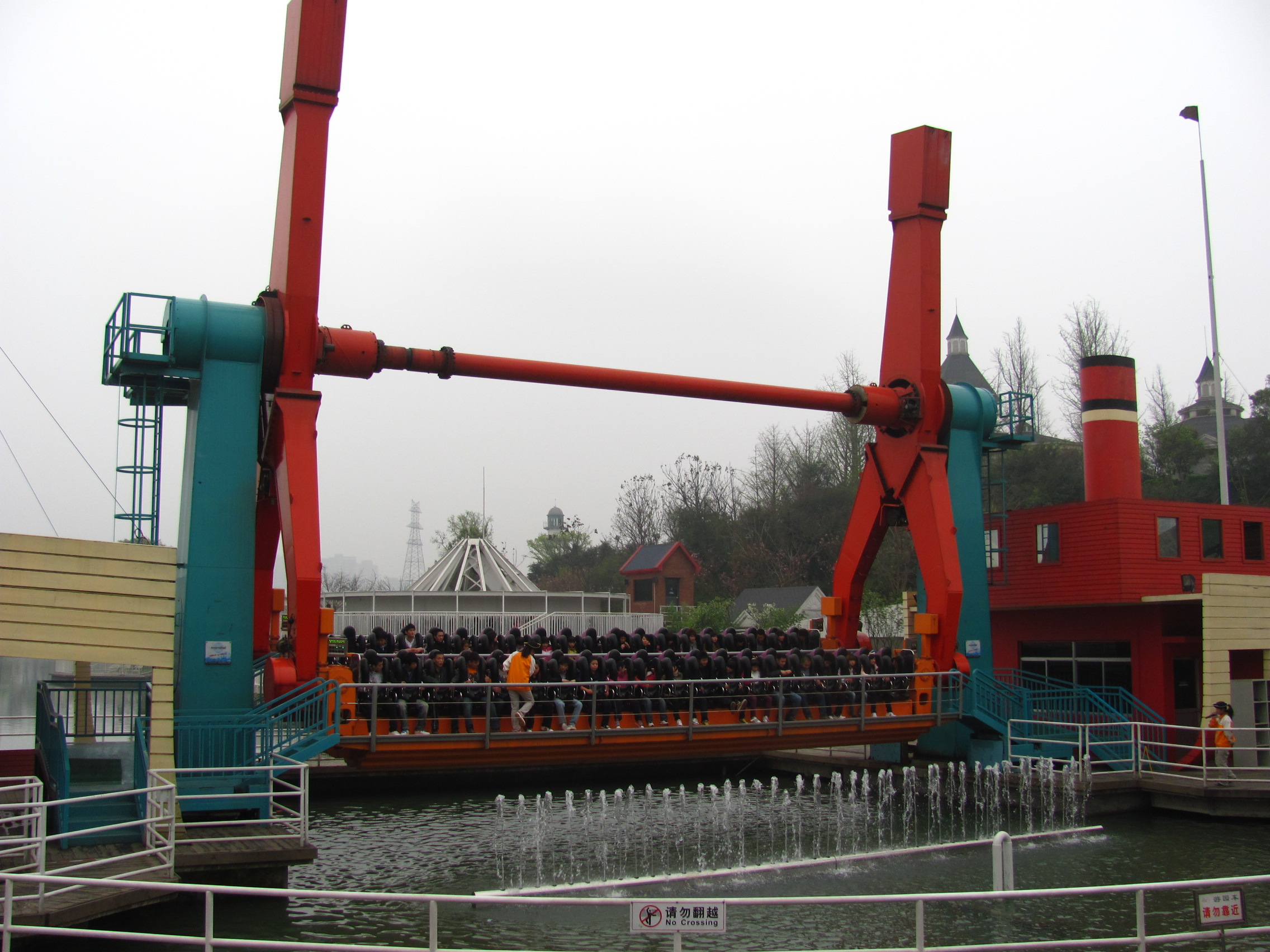
Splash Over
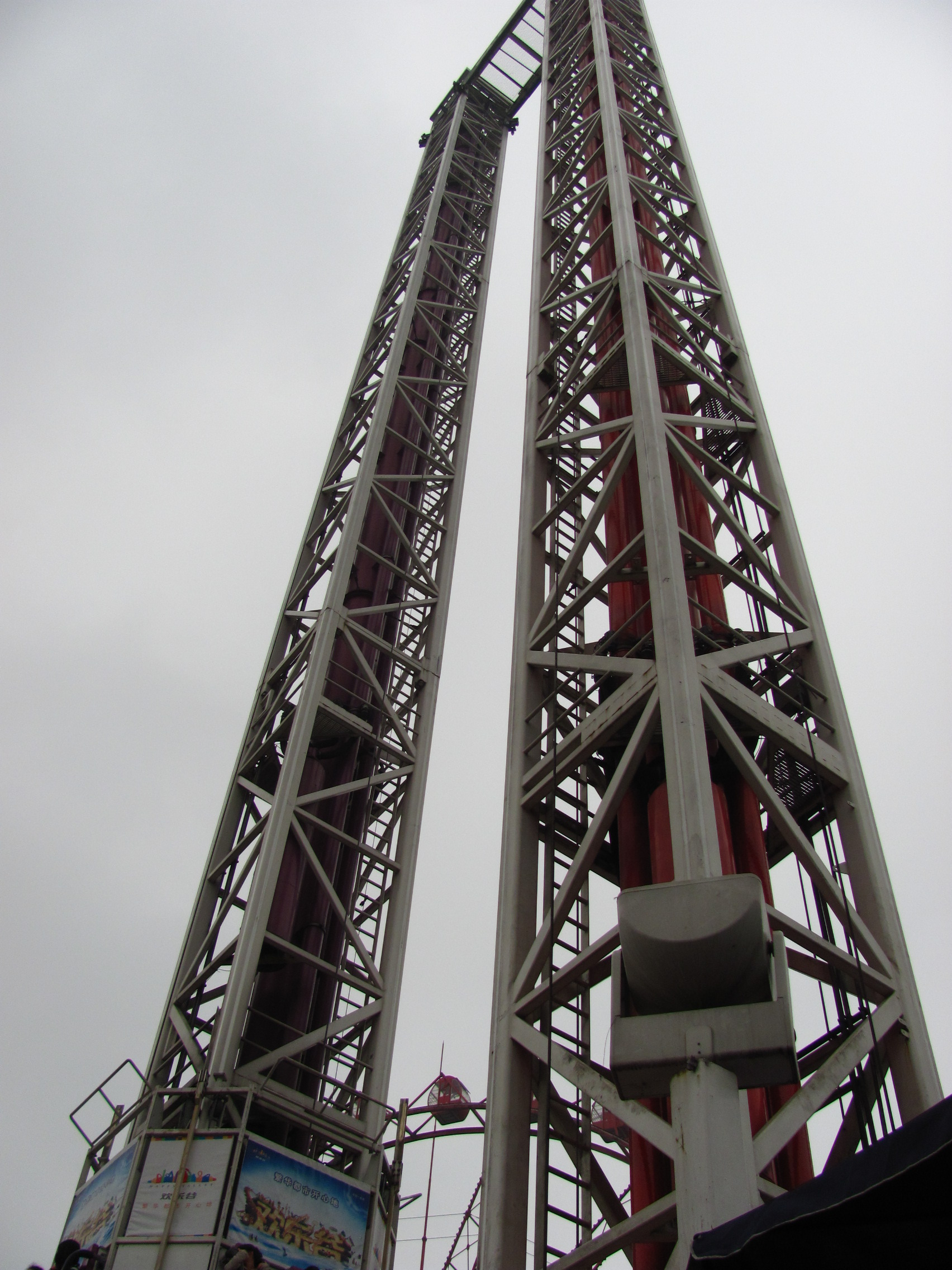
Twin Tower - Heroes